# Winom
Winom ist eine fiktive Siedlung, deren Name ab Mitte des 16. Jahrhunderts auf mehreren frühneuzeitlichen Karten südwestlich der nordbadischen Stadt Wiesloch verzeichnet ist, obwohl keine entsprechende Siedlung oder Wüstung nachweisbar ist. Winom ist in vielen der prominentesten Atlanten des 17. Jahrhunderts zu finden, beispielsweise auf der Karte des Palatinus Rheni in Gerhard Mercators Atlas Minor. Ebenso zeichnet Pieter van den Keere Winom auf mehreren Karten ein, darunter der von Württemberg aus dem Jahr 1619.
Dies setzt sich mindestens bis weit ins 18. Jahrhundert fort, weiterhin auch bei „großen Namen“ der Kartographie aus ganz Europa. So taucht Winom sowohl bei Nicolas Sanson und den späteren Ausgaben seiner Karten durch Alexis Hubert Jaillot, als auch auf der Karte Palatinatus ad Rhenum des Johann Baptist Homann im Jahr 1712 auf – letztere findet sich in unverändertem Nachdruck sogar noch in einem Sammelatlas von 1788. Gleichzeitig war Winom aber durchaus nicht allgegenwärtig, so fehlt in Guillaume Delisles Karten der Region jede Spur von der fiktiven Ortschaft, und auch die Charta Palatina des Christian Mayer verzeichnet sie nicht.
In Winom findet das Phänomen der „Mountains of Kong“ („Kong-Berge“), ein gleichermaßen fiktiver Gebirgszug, der auf vielen Karten Afrikas im 19. Jahrhundert verzeichnet ist, seinen lokalhistorischen Vorläufer in Süddeutschland. Die Bedeutung von Winom wie auch der „Kong-Berge“ ist eine doppelte: Zum einen als Beleg dafür, dass die Kartografen buchstäblich Inhalte „abkupferten“, und zum anderen als Ausweis der grundsätzlich kritisch zu hinterfragenden Autorität von Karten als „Text“ („Dies ist dort.“).

## Nennung von Winom auf weiteren Karten
- 1558: Caspar Vopelius: Recens et Germana Bicornis ac vuidi Rheni omnium Germaniae Amnium celeberrimi descriptio, additis Fluminib[us]. Electorum Provinsiis, Ducat., Comita., Oppi. et Castris Praecipuis magna cum diligentia ac sumptib. collecta, Digitalisat über Gallica
- 1622: Nicolaes Visscher: Nieuwe, En Warachtighe Beschryvinghe Van Dde Ober en Nederelsas, Wirtenberg, Neder-Phaltz, Lotharingen, T'Bisdom Mentz En Trier, Mitsgaders de Landen Daer Aen Grensende, Digitalisat über Landesbibliothekszentrum Rheinland-Pfalz, Zoom auf Winom und Gesamtkarte,
- 1708: Alexis Hubert Jaillot & Nicolas Sanson: Partie Orientale du La Palatinat et Electorat du Rhein, Digitalisat über David-Rumsey-Map-Collection